# Chelodina reimanni
Chelodina reimanni is een schildpad uit de familie slangenhalsschildpadden (Chelidae).

## Naam en indeling
De wetenschappelijke naam van de soort werd voor het eerst voorgesteld door Hans-Dieter Philippen en Peter Grossmann in 1990. Later werd de wetenschappelijke naam Chelodina novaeguineae reimanni gebruikt. De soortnaam reimanni is een eerbetoon aan de bioloog Michael J. Reimann die de schildpad in 1972 voor het eerst ontdekte.

## Uiterlijke kenmerken
De schildpad bereikt een schildlengte tot 21 centimeter maar mogelijk kan het dier nog veel langer worden en een schildlengte tot 35 cm bereiken. Er is geen kiel op het relatief platte rugschild aanwezig zoals bij veel gelijkende soorten. Het rugschild is groen tot bruin van kleur, bij oudere vrouwtjes is de kleur vaak een zeer donker tot zwarte kleur van de vijf wervelschilden is de voorste het grootst en de vierde -van de voorzijde bezien- het kleinst. De marginaalschilden aan de voorzijde hebben een gladde rand.
De lengte van de nek bedraagt ongeveer 60 procent van de schildlengte waarmee de nek in vergelijking met verwante soorten nog vrij kort is. De kop daarentegen is veel groter, breder en langer dan vergelijkbare schildpadden, wat een aanpassing is op de voedselgewoonten. De ogen zijn relatief ver aan de voorzijde van de kop gepositioneerd.
De kleur van de huid is grijsbruin en lichter tot geel aan de onderzijde. Het buikschild is geel van kleur en heeft een geribbeld oppervlak.

## Verspreiding en habitat
Chelodina reimanni komt voor in delen van Azië en leeft endemisch in Papoea-Nieuw-Guinea. De habitat bestaat uit ondiepe wateren die behoorlijk warm kunnen worden in de zomer. Als het water opdroogt overzomert de schildpad in de modder.

## Levenswijze
De vrouwtjes maken twee of drie keer een nest waarin zes tot zestien eieren worden afgezet die na 65 tot 80 dagen uitkomen. De eieren hebben een harde schaal en zijn wit van kleur, ze zijn ovaal van vorm en zijn ongeveer 31 tot 34 millimeter lang en 20 tot 24 mm breed. Op het menu staan voornamelijk ongewervelden zoals insecten, weekdieren en kreeftachtigen.

## Beschermingsstatus
Door de internationale natuurbeschermingsorganisatie IUCN is de beschermingsstatus 'gevoelig' toegewezen (Near Threatened of NT).